# Jag tror på Gud som med sitt ord
Jag tror på Gud som med sitt ord är en psalm för dop, skriven av Eva Norberg 1979 fritt efter Thomas Kingo 1689. Första strofen i den svenska versionen utgörs av en trosbekännelse till den treenige Guden, den andra en bön. Orden är formade ur dopkandidatens (-ernas) perspektiv. ("Jag tror", "möt mig").
Norbergs text är fri från upphovsskydd år 2074.

## Publicerad som
- Nr 68 i Den svenska psalmboken 1986, 1986 års Cecilia-psalmbok, Psalmer och Sånger 1987, Segertoner 1988 och Frälsningsarméns sångbok 1990 under rubriken "Dopet".
- Nr 213 i Finlandssvenska psalmboken 1986 under rubriken "Dopet".